# Tour de France 2019/13. Etappe
Die 13. Etappe der Tour de France 2019 fand am 19. Juli 2019 statt. Die Etappe wurde als Einzelzeitfahren über 27,2 Kilometer mit Start und Ziel in Pau ausgetragen.

## Rennverlauf

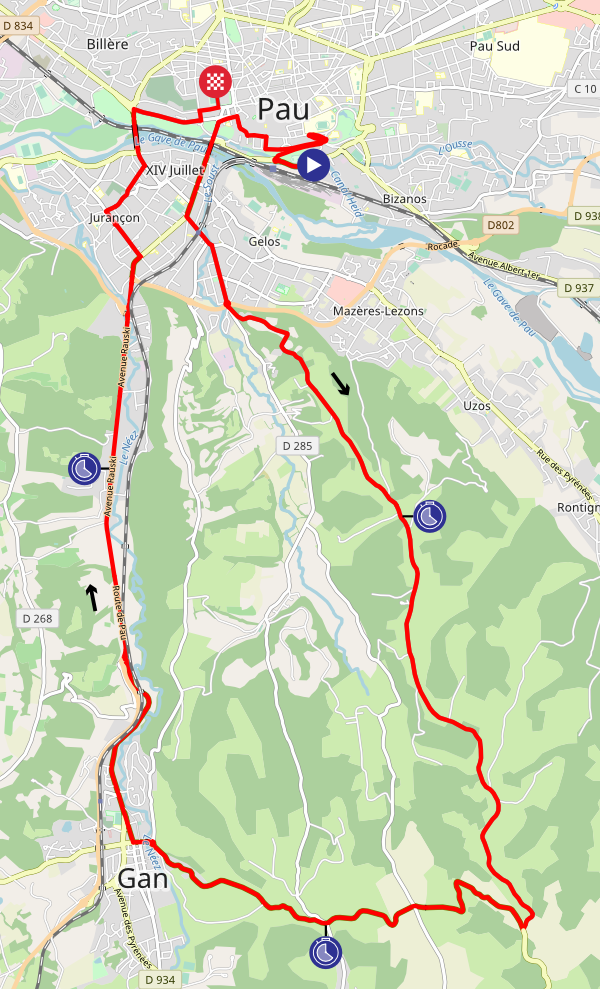
Streckenführung der 13. Etappe

Der Etappenstart erfolgte am Stade François Tissié von 14:00 Uhr bis 17:19 Uhr in umgekehrter Reihenfolge der allgemeinen Gesamtwertung am Ende der 12. Etappe. Zielankunft war auf dem Place de Verdun.
Yoann Offredo war nach der 12. Etappe auf dem letzten Platz klassiert und begann somit. Die ersten länger bestehenden Bestzeiten legte der Däne Kasper Asgreen mit 35:52 Minuten vor. Erst der Belgier Wout van Aert konnte ihn in den Zwischenzeiten schlagen, doch kurz vor dem flamme rouge verhing er sich in einer Kurve in die Sperrgitter und stürzte schwer. Er hatte sich im Oberschenkel eine tiefe Schnittwunde zugezogen und musste die Tour aufgeben. Erst sein Landsmann Thomas De Gendt setzte eine neue Bestzeit mit 35:36 Minuten. Der Kolumbianer Rigoberto Urán war nur 28 Hundertstelsekunden langsamer als De Gendt, er sortierte sich schließlich hinter dem Belgier auf dem vorläufigen zweiten Rang ein. Der vorletzte Starter Geraint Thomas konnte als Erster im Ziel die Zeit von Thomas De Gendt um 22 Sekunden unterbieten. Julian Alaphilippe, der zuletzt gestartete Gesamtführende, distanzierte anschließend Thomas an der ersten Zwischenzeit um 5 Sekunden, an der zweiten um 6 Sekunden und an der dritten Zwischenzeit um 5 Sekunden und setzte sich mit 14 Sekunden Vorsprung an die Spitze des Zeitfahrens. Für Julian Alaphilippe war es der zweite Tour-Etappensieg 2019, nachdem er bereits die 3. Etappe in Épernay gewonnen hatte. Zudem konnte Alaphilippe seine Verfolger im Gesamtklassement weiter distanzieren, er hatte nun 1:26 Minuten Vorsprung auf Geraint Thomas und 2:12 Minuten auf Steven Kruijswijk.

## Zwischenzeiten
| Cériset Zwischenzeit 1 nach 7,7 km auf 312 m |                        |                          |              |
| 1.                                           | Frankreich             | Julian Alaphilippe (DQT) | 11:17,33 min |
| 2.                                           | Niederlande            | Steven Kruijswijk (TJV)  | + 0:05 min   |
| 3.                                           | Vereinigtes Konigreich | Geraint Thomas (INS)     | + 0:06 min   |
| 4.                                           | Belgien                | Thomas De Gendt (LTS)    | + 0:11 min   |
| 5.                                           | Australien             | Richie Porte (TFS)       | + 0:12 min   |
| 6.                                           | Kolumbien              | Rigoberto Urán (EF1)     | + 0:14 min   |
| 7.                                           | Frankreich             | Thibaut Pinot (GFC)      | + 0:14 min   |
| 8.                                           | Spanien                | Alejandro Valverde (MOV) | + 0:15 min   |
| 9.                                           | Belgien                | Wout van Aert (TJV)      | + 0:16 min   |
| 10.                                          | Danemark               | Jakob Fuglsang (AST)     | + 0:16 min   |

| Côte d'Esquillot Zwischenzeit 2 nach 15,5 km auf 307 m |                        |                          |              |
| 1.                                                     | Frankreich             | Julian Alaphilippe (DQT) | 21:48,26 min |
| 2.                                                     | Vereinigtes Konigreich | Geraint Thomas (INS)     | + 0:06 min   |
| 3.                                                     | Niederlande            | Steven Kruijswijk (TJV)  | + 0:19 min   |
| 4.                                                     | Belgien                | Thomas De Gendt (LTS)    | + 0:24 min   |
| 5.                                                     | Australien             | Richie Porte (TFS)       | + 0:25 min   |
| 6.                                                     | Kolumbien              | Rigoberto Urán (EF1)     | + 0:25 min   |
| 7.                                                     | Spanien                | Enric Mas (MOV)          | + 0:35 min   |
| 8.                                                     | Frankreich             | Thibaut Pinot (GFC)      | + 0:37 min   |
| 9.                                                     | Danemark               | Jakob Fuglsang (AST)     | + 0:40 min   |
| 10.                                                    | Deutschland            | Emanuel Buchmann (BOH)   | + 0:40 min   |

| Jurançon Zwischenzeit 3 nach 21,9 km auf 185 m |                        |                          |              |
| 1.                                             | Frankreich             | Julian Alaphilippe (DQT) | 28:35,33 min |
| 2.                                             | Vereinigtes Konigreich | Geraint Thomas (INS)     | + 0:05 min   |
| 3.                                             | Belgien                | Thomas De Gendt (LTS)    | + 0:26 min   |
| 4.                                             | Kolumbien              | Rigoberto Urán (EF1)     | + 0:27 min   |
| 5.                                             | Niederlande            | Steven Kruijswijk (TJV)  | + 0:28 min   |
| 6.                                             | Australien             | Richie Porte (TFS)       | + 0:33 min   |
| 7.                                             | Belgien                | Wout van Aert (TJV)      | + 0:37 min   |
| 8.                                             | Frankreich             | Thibaut Pinot (GFC)      | + 0:40 min   |
| 9.                                             | Spanien                | Enric Mas (DQT)          | + 0:40 min   |
| 10.                                            | Danemark               | Kasper Asgreen (DQT)     | + 0:45 min   |

## Aufgaben
- Wout van Aert (TJV): Aufgabe während der Etappe